# Мендеш, Каролина
Каролина Ана Триндаде Коруше Мендеш (порт. Carolina Ana Trindade Coruche Mendes; род. 27 ноября 1987, Эштремош, Эвора) — португальская футболистка, нападающая и полузащитница, игрок сборной Португалии.

## Биография

### Клубная карьера
Воспитанница футбольных команд «Электрико» и «Деспорталегре». На взрослом уровне начинала играть на родине в клубах «Понте Фриэлаш» и «1 де Дезембро», в составе последнего становилась чемпионкой Португалии и обладательницей Кубка страны 2010 и 2011 годов.
С 2011 года в течение нескольких лет играла за границей. Два сезона провела в Испании, в клубах «Л’Эстартит» и «Льянос де Оливенса», затем играла за итальянский клуб «Ривера ди Романья».
Летом 2014 года перешла в «Россиянку». Дебютный матч в высшем дивизионе России сыграла 12 августа 2014 года против клуба «Звезда-2005». Свой первый гол в России забила 25 августа 2014 года в ворота клуба «Рязань-ВДВ». Всего за полтора сезона в «Россиянке» сыграла 27 матчей и забила 5 голов в высшей лиге. Со своим клубом стала серебряным призёром чемпионата России 2015 года.
В дальнейшем выступала за шведский «Юргорден», исландский «Гриндавик» и итальянскую «Аталанта Моццаника». В 2018 году вернулась в Португалию и стала выступать за «Спортинг», в его составе — серебряный призёр чемпионата страны 2018/19.
В составе «1 де Дезембро» и «Спортинга» принимала участие в женской Лиге чемпионов.

### Карьера в сборной
С 2004 года выступала за сборные Португалии младших возрастов.
Дебютный матч за национальную сборную Португалии сыграла в марте 2007 года на Кубке Алгарве против Ирландии (1:1).
В 2017 году принимала участие в финальном турнире чемпионата Европы и в матче против Шотландии стала автором первого гола в истории сборной в финалах крупных международных турниров. Всего на турнире забила 2 гола (из трёх, забитых португалками), а её команда не смогла выйти из группы.